# Begum (Zeitschrift)
Begum (bengalisch বেগম begam) ist der Titel einer seit 1947 zunächst wöchentlich, aktuell monatlich in Dhaka erscheinenden Zeitschrift für Frauen in Bangladesch in bengalischer Sprache. Der Name der Zeitschrift leitet sich von Begum ab, einer Ehrerbietung zeigenden Anrede für Personen weiblichen Geschlechts, die in Zentral- und Südasien verbreitet ist.

## Geschichte
Begum wurde 1947 in Kalkutta von Mohammad Nasiruddin gegründet, Herausgeber war damals Sufia Kamal. Die Zeitschrift war die erste illustrierte Wochenzeitschrift für Frauen in Bengali und erschien in einer Erstauflage von 500 Stück. Ab 1948 druckte sie Fotos von Schriftstellerinnen ab. 1950 wurde der Sitz der Redaktion nach Dhaka verlegt. In der Zeitschrift erschienen anfangs auch Texte von Männern, allerdings unter weiblichen Pseudonymen. 1951 übernahm Nurjahan Begum die Herausgeberschaft. 1954 bis 1970 gab es einen Literaturclub in den Redaktionsräumen der Zeitschrift, der Autorinnen ein Forum zum Austausch über literarische Themen bot. Nach dem Tod Nurjanahm Begums 2016 kündigte ihre Tochter Flora Nasrin Khan an, die Herausgeberschaft der Zeitschrift zu übernehmen und das Magazin weiter zu führen.
Die Zeitschrift gilt als einflussreich für die gesamte feministische Bewegung in Bangladesch. Sie ging aus der bengalischen Literaturzeitschrift Saogat hervor. Begum war eine der wenigen Plattformen, die muslimischen Frauen eine Möglichkeit der Veröffentlichung gab. Die Zeitschrift behandelte Themen, die der klassischen Frauenrolle zugerechnet werden, wie Kochrezepte und Mode, aber veröffentlichte auch Literatur. Begum berichtete ebenfalls darüber, wie man mit traditionellen Frauentätigkeiten wie Nähen und Kochen außerhalb des Haushalts Geld verdienen kann und vermittelte in ihrer Gesamtkonzeption Frauen das Gefühl, dass Frauen wichtig sind. Begum war nicht nur in der Stadt beliebt, sondern wurde auch im ländlichen Bangladesch gelesen, wie unter anderem aus Leserbriefen hervorgeht.